# Chicagská škola (sociologie)
Chicagská škola je označení myšlenkového proudu v sociologii, který se začal utvářet ve 20. letech 20. století na univerzitě v Chicagu. Objektem zájmů je sociologie města a kriminologie. Chicagská škola je též proslulá svým pozitivistickým přístupem k poznání a tvůrčím experimentováním s výzkumnými metodami: chicagští badatelé významně rozvinuli např. metodologii terénního výzkumu, přímého pozorování nebo koncept případových studií. Badatelé chicagské školy se také jako první zabývali výzkumem veřejného mínění v dnešním slova smyslu.

## Historie
Chicagská škola je součástí americké sociologie, která se začala vytvářet v první třetině 20. století. Sociologie se dostává do popředí v USA až v první třetině 20. století důsledkem velké vlny přistěhovalců. Ve Spojených státech panuje rozvinutá průmyslová éra a převládá zde městský způsob života. V centrech amerických měst se však důsledkem rychlého nárůstu populace objevují sociálně patologické jevy (růst kriminality, deviace, prostituce, alkoholismus, nezaměstnanost) a vznikají ghetta a gangy. V důsledku toho se začínají rozkládat morální a kulturní normy (anomie společnosti). Všechny tyto jevy zvýrazní hospodářská krize roku 1929 (krach burzy).
Anomie americké společnosti, první světová válka v Evropě a nastolení komunismu přispívají ke ztrátě optimismu vědy prvního období sociologie. Do popředí se dostává americký pragmatismus, jehož cílem bylo opuštění teoretických systémů a naopak produkce pozitivních poznatků – hledání léků na sociální problémy, studium sociální změn a poruch.
Sociologie je v tomto období podporována bohatými podnikateli, např. rodinou Rockefellerů s jejich nadacemi (Social Science Research Council, Rada pro sociálně-vědní výzkum, Institut pro společenské a náboženské bádání).
Americká sociologie neměla na počátku takové hluboké znalosti jako sociologie evropská. Vycházela především z toho, co bylo přeloženo do anglického jazyka. Především z děl Pierra G. F. Le Playe, Gabriela Tardeho a Georga Simmela nikoli z Augusta Comta, Emila Durkheima, Maxe Webera nebo Karla Marxe. Proto se americká sociologie orientovala na empirickou sociologii a rozvíjela metodologii. „Tuto změnu sociologie lze shrnout do následujících bodů: 1. změna výzkumné problematiky, 2. nárůst počtu sociologických výzkumů, 3. rozpracování metodologie.”

## Sociologie města
Město je ekologické společenství sdružující nejrůznější prostorové, sociální a kulturní prvky, které na sebe vzájemně neustále působí a porušení této křehké rovnováhy má prudké viditelné výsledky. Počátky nového proudu sociologie města se spojují s Robertem Ezrou Parkem a jeho článkem The City: Suggestions for the Study of Human Nature in the Urban Environment, kde se zabývá studiem sociologie města, marginalitou, etnickou segregací, kriminalitou, mládeží a jejími delikvencemi, duševními chorobami. Americká sociologie se zrodila v Chicagu a vytvořila zde opravdovou školu. Chicagská škola rozvíjela sociologii města.
Důvody, proč je město výhodným místem pro studium sociálního života?
- ve městě se instituce rozvíjejí rychle
- ve městě je každý rys lidské povahy viditelný a zvýrazněný
- svoboda umožňuje každému jedinci najít takovou společnost, která mu vyhovuje, kde se může rozvíjet a vyjádřit

## Chicagská škola
Chicagskou katedru sociologie založil v roce 1892 Albion W. Small a o tři roky později tu také začal vycházet první americký sociologický časopis American Journal of Sociology. Jako první rozvinula kolektivní pojetí sociálního výzkumu. Chicagská škola měla orientaci ekologickou, pro niž je charakteristické ekologické společenství, které sdružuje různorodé prvky (prostorové, sociální a kulturní), které jsou neustále v interakci. „Škola se soustředila především na tyto oblasti výzkumu: sociologie města, kriminologie, sociální patologie a community study.” Chicagská škola byla financovaná rodinou Rockefellerů, která měla na vývoj a další dění na katedře velký vliv. Hlavními metodami jsou: studium prostředí, monografie čtvrtí, zúčastněné pozorování a analýza životních příběhů. „Vrchol slávy zažívá Chicágská škola s příchodem Roberta E. Parka. Spolu s Thomasem se podařilo podchytit zájem mnoha studentů a přimět ke spolupráci řadu význačných osobností.”
Do chicagské sociologické školy bývají řazeni Robert Ezra Park, Ernest Burgess, Herbert Blumer, Ruth Shonle Cavan, Edward Franklin Frazier, Everett Hughes, Roderick D. McKenzie, George Herbert Mead, Walter C. Reckless, Edwin Sutherland, William I. Thomas, Frederick M. Thrasher, Louis Wirth, Florian Znaniecki a další.

## „Druhá Chicagská škola“
Na přelomu 20. a 30. let se kolem Herberta Blumera a Everetta C. Hughese soustřeďuje nová generace, která se nazývá tzv. „druhá Chicagská škola“. Herbert Blumer (žák Meada) pracoval na univerzitě od roku 1928 a pracoval na sociologických implikacích psychologických prací George H. Meada. Everett C. Hughese byl Parkovým žákem, snažil se o přesně kontrolovatelné empirické postupy. Je zakladatelem sociologie práce.
Chicagská škola udržuje metodologickou různorodost, ale výsledky v době krize neměly praktické řešení v sociologii města. V této době se do popředí dostává Kolumbijská univerzita, která rozvíjí studium komunit a kulturní antropologie.